# Beleți-Negrești (gmina)
Beleți-Negrești – gmina w Rumunii, w okręgu Ardżesz. Obejmuje miejscowości Beleți, Lențea, Negrești i Zgripcești. W 2011 roku liczyła 1941 mieszkańców.